# 오산초등학교 (곡성군)
오산초등학교는 대한민국 전라남도 곡성군 오산면 봉동리에 있는 공립 초등학교이다.

## 학교 연혁
- 1930년 9월 15일 화면공립보통학교(4년제) 개교(설립인가 8월 11일)
- 1938년 4월 1일 화면공립심상소학교로 개칭
- 1941년 4월 1일 화면공립국민학교로 개칭
- 1943년 4월 1일 6년제로 개편
- 1949년 12월 12일 오산국민학교로 개칭
- 1981년 3월 1일 병설유치원 개원
- 1991년 3월 1일 성산분교장 편입
- 1996년 3월 1일 오산초등학교로 개칭
- 1998년 3월 1일 성산분교장 통폐합
- 2020년 3월 1일 제31대 채희금 교장 부임
- 2022년 1월 10일 제88회 졸업(총수 3,721명)

## 참고 자료
- 오산초등학교 - 한국교육학술정보원 학교알리미